# Amaltea (księżyc)

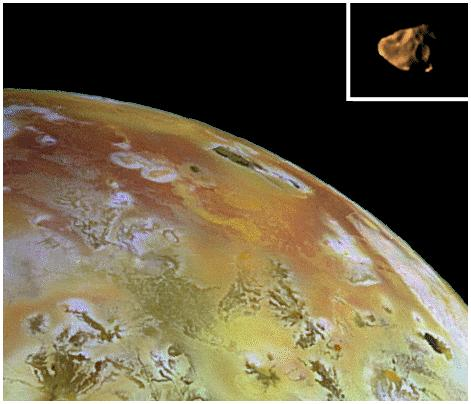
Amaltea i Io w tej samej skali

Amaltea (Jowisz V) – największy z wewnętrznych księżyców Jowisza, odkryty przez Edwarda E. Barnarda w 1892 roku. Była pierwszym odkrytym satelitą Jowisza po księżycach galileuszowych. Barnard dostrzegł ją za pomocą 91 cm refraktora z Obserwatorium Licka koło San Jose w Kalifornii.

## Nazwa
Nazwa pochodzi z mitologii greckiej od nimfy Amaltei, która wychowywała Zeusa na mleku kozim. Nazwa została zaproponowana przez Camille’a Flammariona – astronoma francuskiego. Przyjęta została przez IAU (Międzynarodową Unię Astronomiczną) dopiero w 1975 roku, choć nieoficjalnie funkcjonowała dużo wcześniej.

## Charakterystyka fizyczna
Jest to księżyc o nieregularnym kształcie, którego powierzchnia pokryta jest licznymi kraterami uderzeniowymi. Średnia gęstość Amaltei jest stosunkowo niska i wynosi 0,86 g/cm3. Sugeruje to, że jest zbudowana w znacznym stopniu z lodu wodnego, a jej wnętrze ma porowatą strukturę.
Księżyc jest największym ciałem z grupy Amaltei regularnych księżyców planety. Jego okres obiegu wokół Jowisza równa się jednemu obrotowi wokół własnej osi, co sprawia, że jest zawsze zwrócony tą samą stroną ku planecie. Jego orbita przebiega wzdłuż zewnętrznej krawędzi pierścienia ażurowego Amaltei.
Amaltea oddaje więcej ciepła niż otrzymuje od Słońca (podobnie jak Io). Przypuszczalnie jest to spowodowane indukcją prądu elektrycznego w wyniku krążenia w silnym polu magnetycznym Jowisza.

## Powierzchnia
Powierzchnia księżyca ma małe albedo, odbija 9% światła słonecznego. Ma intensywnie czerwone zabarwienie, najprawdopodobniej spowodowane osadzaniem się na niej siarki wyrzucanej przez wulkany Io. Na powierzchni dostrzec można także jaśniejsze, zabarwione na zielonkawo obszary, których natura pozostaje nieznana.
Na Amaltei są kratery Pan (średnica ok. 100 km, głębokość 8 km) oraz Gaea (średnica 90 km, głębokość nawet 16 km). Dwie góry – Lyctos Facula i Ida Facula wznoszą się na ok. 20 km nad średni poziom powierzchni.
Amaltea widziana z Ziemi ma jasność 14,1 magnitudo.